# Сергеевка (Саратовская область)
Сергеевка — деревня в Аркадакском районе Саратовской области России. Входит в состав Краснознаменского сельского поселения. Высота над уровнем моря 171 м.

## География
Деревня Сергеевка расположена в тридцати километрах от города Аркадак на берегу реки Малый Аркадак (правый приток реки Большой Аркадак).

## Население
| 2010 |
| ---- |
| 89   |

## Уличная сеть
В деревне три улицы: ул. Береговая, ул. Горная, ул. Садовая.

## История
Согласно «Списку населенных мест Российской империи по сведениям 1859 года» Саратовская губерния, Балашовский уезд, стан 1: деревня Сергеевка владельческая, при реке Малый Аркадак, число дворов -105, жителей мужского пола - 419, женского пола -425.
Сергеевка входила в Мещеряковскую волость Балашовского уезда. Раньше в селе проживали в основном староверы.
В 30-е годы был создан колхоз «Память Ильича». Был свой сельский совет. Председателем совета был Радин, но  30-го марта 1959 года Сергеевский сельсовет присоединили к Кистендейскому. На то время проживало в селе 605 человек.
В 1957 году образовался совхоз «Кистендейский». Сергеевка являлась 3 отделением совхоза. В 1968 году образовался совхоз «Дальний», где Сергеевка также остается 3-м отделением уже совхоза «Дальний».

## Известные уроженцы
- Аристарх (Калинин) (в миру Афанасий Спиридонович Калинин) — Древлеправославный Архиепископ Московский и всея Руси.
- Артёмов, Алексей Кириллович — математик, методист.
- Иоанн (Калинин) (в миру Спиридо́н Киприа́нович Кали́нин) — Древлеправославный архиепископ Московский и всея Руси
- Григорьев Михаил Агеевич — организатор советского ядерно-оружейного и ракетно-космического производства
- Зименков, Иван Фёдорович — председатель Сталинградского облисполкома, один из руководителей Сталинградской области во время Сталинградской битвы.